# Pergularia brunoniana
Pergularia brunoniana là một loài thực vật có hoa trong họ La bố ma. Loài này được (Wight & Arn.) D. Dietr. mô tả khoa học đầu tiên năm 1840.